# Cheat on Me
Cheat on Me is een Nederlands televisieprogramma uitgezonden op RTL 5 waarin 10 koppels met elkaar de strijd aangaan om € 35.000,-.
Onder de 10 koppels bevinden zich 8 hetero-stellen, 1 lesbisch en 1 homoseksueel koppel. De koppels moeten voor elkaar verborgen houden met wie hij/zij een koppel vormt en doen net of ze met iemand anders een relatie hebben. Het echte koppel wat aan het einde van elke aflevering het vaakst wordt genoemd ligt uit het spel.

## Format
Iedere aflevering worden alle mensen aan een partner gekoppeld, hiervan is slechts één koppel echt. De deelnemers moeten gedurende twee dagen met elkaar optrekken en opdrachten uitvoeren. Met het winnen van de opdracht mogen zij andere koppels op date sturen en zelf (als enige) via een monitor meekijken om zo extra informatie op te doen.
Aan het einde van iedere aflevering wordt er door iedereen individueel gestemd wie er volgens hem of haar een echt koppel vormt. Dit wordt gedaan door een foto van beide personen op een glazen tafel naast elkaar te leggen. Het echte koppel wat het vaakst wordt genoemd ligt uit het spel.

## Deelnemers
| Nr. | Naam             | Afl. 1 | Afl. 2 | Afl. 3 | Afl. 4 | Afl. 5 | Afl. 6 | Afl. 7 | Opmerking                  |
| --- | ---------------- | ------ | ------ | ------ | ------ | ------ | ------ | ------ | -------------------------- |
| 1   | Charissa & Jamie |        |        |        |        |        |        |        | Winnaars                   |
| 2/3 | Chantal & Jose   |        |        |        |        |        |        |        | Afgevallen in finale       |
| 2/3 | Stephanie & Tony |        |        |        |        |        |        |        | Afgevallen in finale       |
| 4   | Rose & Gert-Jan  |        |        |        |        |        |        |        | Afgevallen in aflevering 7 |
| 5   | Sandy & Iris     |        |        |        |        |        |        |        | Afgevallen in aflevering 6 |
| 6   | Sylvie & Vincent |        |        |        |        |        |        |        | Afgevallen in aflevering 5 |
| 7   | Jessica & Stefan |        |        |        |        |        |        |        | Afgevallen in aflevering 4 |
| 8   | John & Raymon    |        |        |        |        |        |        |        | Afgevallen in aflevering 3 |
| 9   | Frencis & Nick   |        |        |        |        |        |        |        | Afgevallen in aflevering 2 |
| 10  | Margo & Ruud     |        |        |        |        |        |        |        | Afgevallen in aflevering 1 |

Legenda:
 Koppel moest deze aflevering het spel verlaten.
 Koppel uit het spel.
 Koppel is nog in het spel.

## Trivia
- Stephanie deed in 2011 mee aan het tweede seizoen van The voice of Holland. Hierin viel ze af tijdens de battle-ronde.
- Charissa deed eerder mee aan Peking Express.
- Gert-Jan deed in 2008 mee aan Afkicken en betrad in 2016 Utopia.